# خيطبية نازعة للنترات
خيطبية نازعة للنترات (الاسم العلمي: Hyphomicrobium denitrificans) هي نوع من البكتيريا يتبع جنس الخيطبية من فصيلة الخيطبيات.